# Tomba dei giganti di Lassia
La tomba dei giganti di Lassia, o Noazza III, è un monumento archeologico situato territorio di Birori (provincia di Nuoro) da cui dista meno di un chilometro. Il sito sorge sul bordo dell'altopiano di Abbasanta, in un'ampia area della Sardegna centrale ricca di testimonianze archeologiche.
La tomba, ascrivibile al Bronzo medio-Bronzo recente (1700-1400 a.C.), è realizzata con blocchi di trachite e conserva i lastroni perimetrali e parte della copertura della camera funeraria. Questa, con pianta rettangolare ed absidata al termine, misura metri 13,24 di lunghezza e 1,05/1,25 di larghezza ed ha una altezza variabile tra 2,05 a 2,30 metri.
Dell'esedra resta la parte sinistra mentre non vi è traccia della presenza di una eventuale stele.
Da segnalare come rarità la presenza di due coppie di nicchie a pianta quadrata (misure circa m 0,75 x 0,95 x 1,10 di profondità) disposte frontalmente in prossimità dell'ingresso del vano funerario e in posizione leggermente rialzate rispetto al piano di calpestio. Presumibilmente utilizzate come spazi dedicati alle offerte funerarie non si esclude che servissero come vani per deposizioni secondarie distinte.
Identica caratteristica, ma con soltanto due vani, si riscontra nella vicina tomba dei giganti di Palatu.
Non si ha notizia di oggetti d'interesse rinvenuti nel sito.

## Galleria d'immagini

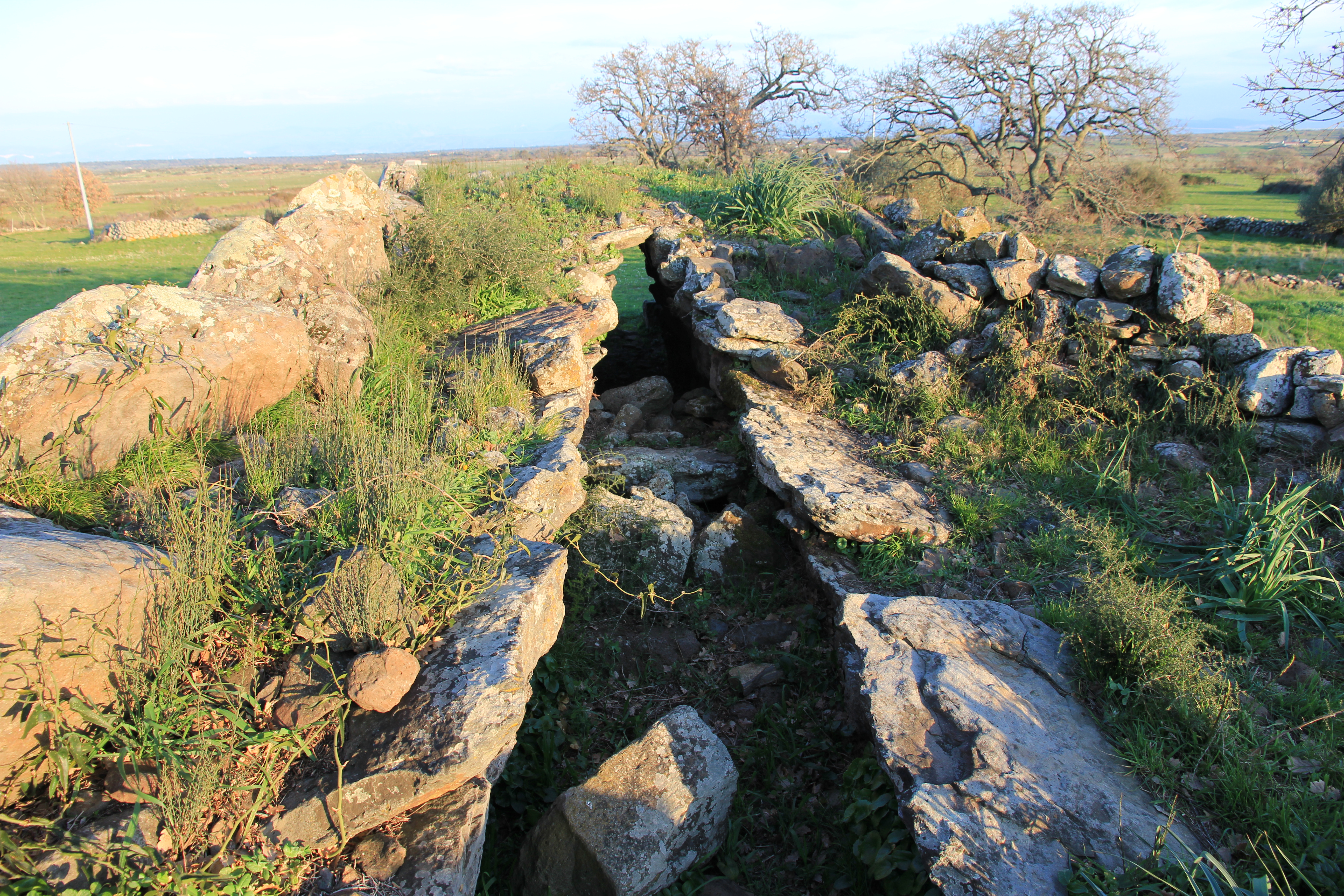
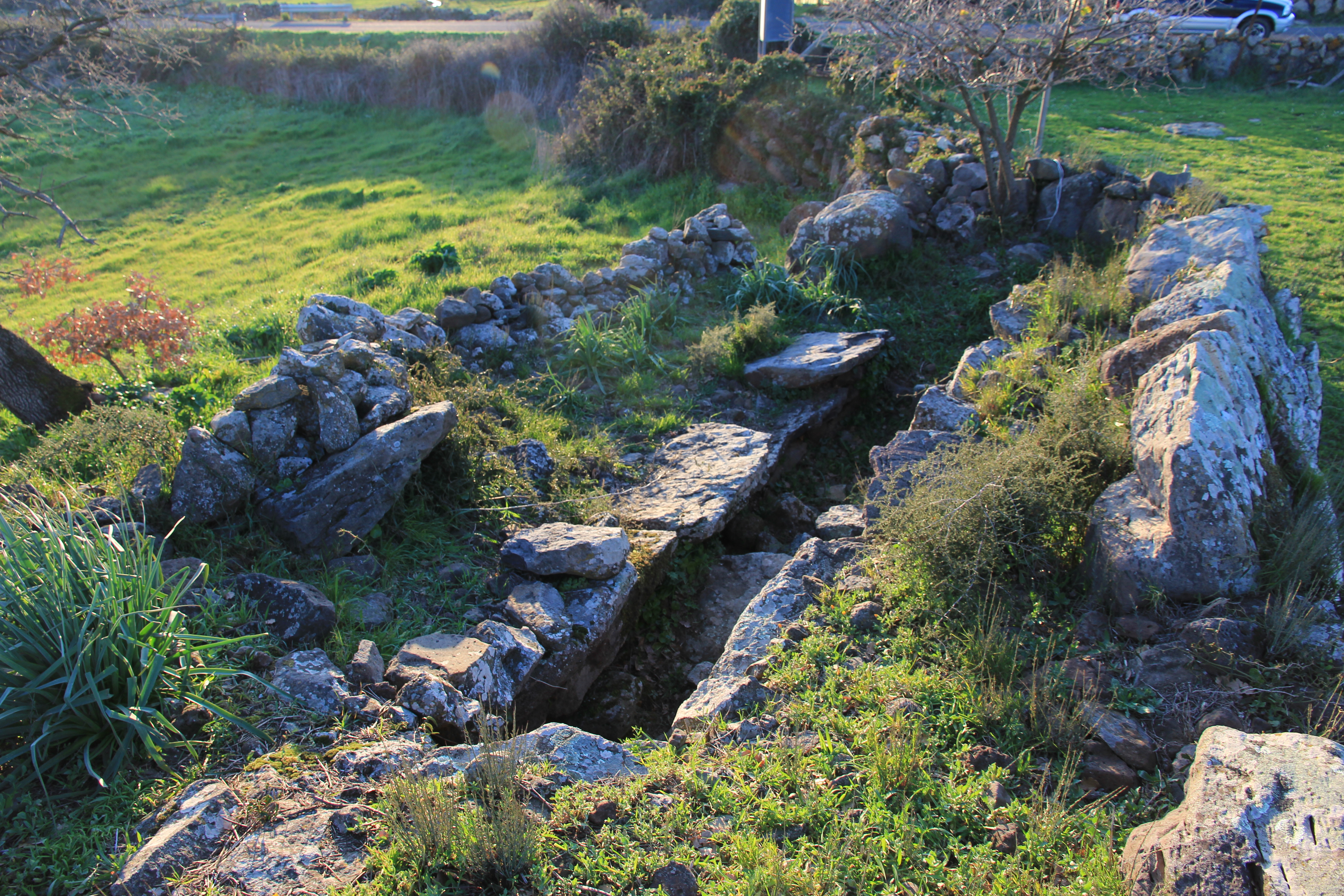
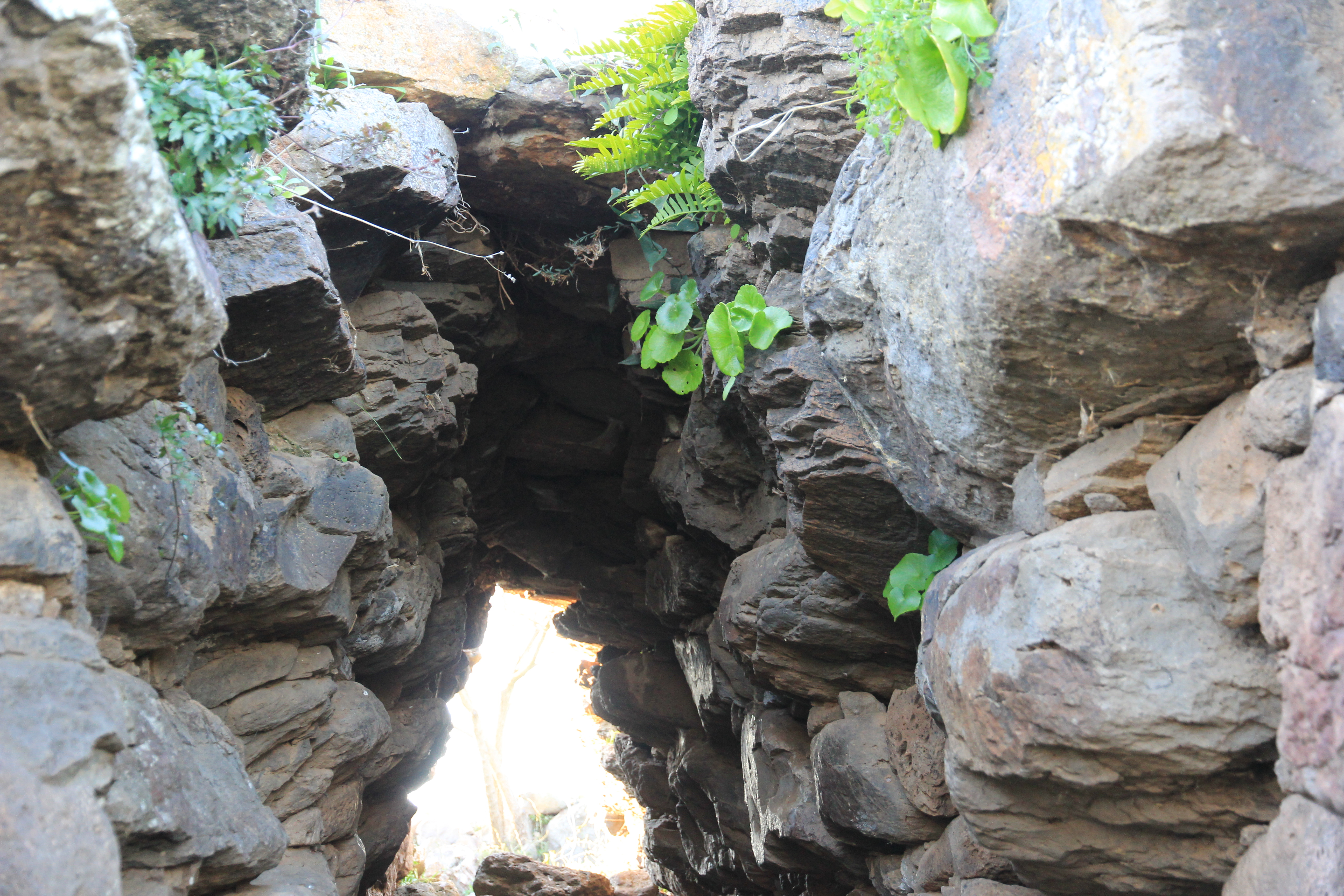
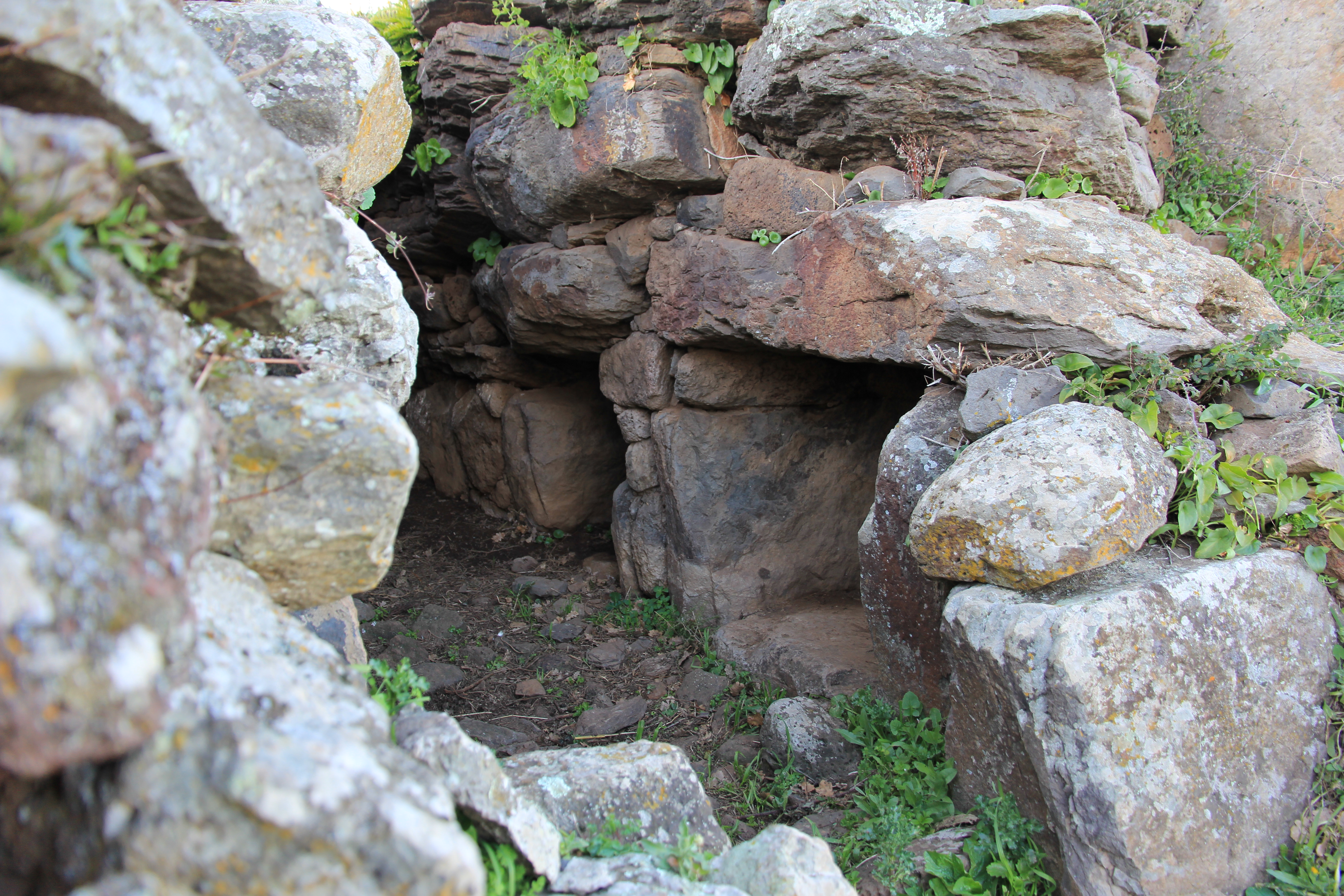
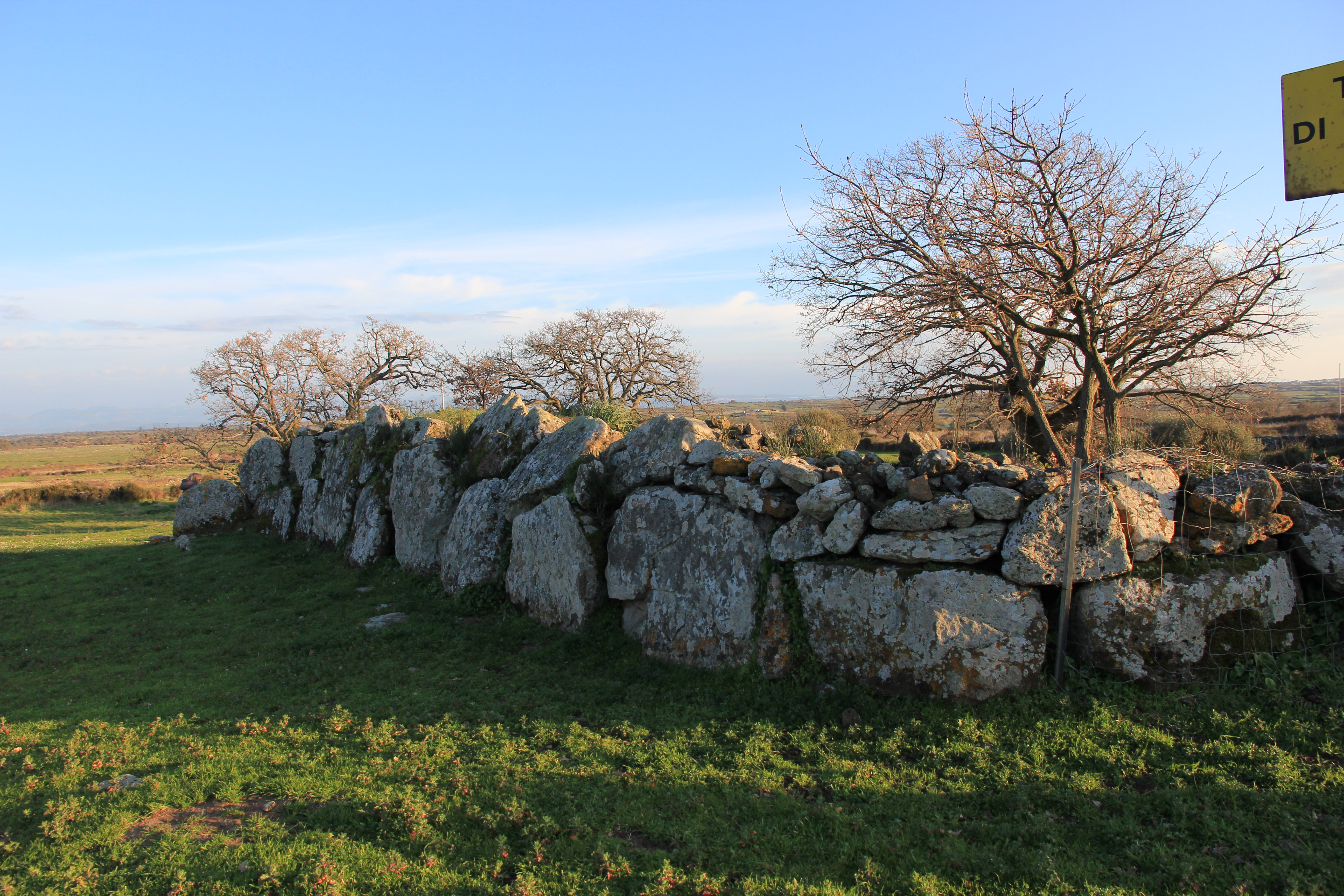